# Пілоти
«Пілоти» (чеськ. «Piloti») — радянсько-чехословацький фільм, знятий у 1988 році у режисерами Ігорем Битюковим і Отакаром Фукою. Прем'єра фільму відбулася в травні 1989 року.

## Сюжет
Дія фільму відбувається в останні дні Німецько-радянської війни. Після Мюнхенської змови, яка віддала Чехословаччину у владу Гітлеру, чех Ян Трейбал разом з іншими патріотами залишає батьківщину. Потрапивши в Радянський Союз, герой стає командиром ланки Першої Чехословацької авіаційної дивізії. Разом із ним воюють безжурний підпоручик Мартін Габріель, безкомпромісний лейтенант Олександр Лежньов і повний романтичних уявлень про життя юний пілот Томек Яндак.

## У ролях
- Борис Щербаков — Олексій Лежньов, льотчик-винищувач, старший лейтенант, інструктор ланки
- Сергій Жигунов — Володимир Матюхін, льотчик-винищувач, молодший лейтенант
- Дар'я Михайлова — Тамара, молодший сержант
- Вадим Спиридонов — льотчик транспортної авіації
- Андрій Гусєв — Анатолій Степанков, авіамеханік
- Петро Степанек — Ян Трейбал, льотчик-винищувач, надпоручик, командир 1-ї ланки 2-ї ескадрильї
- Карел Грейф — Томек Яндак, льотчик-винищувач, підпоручик
- Петер Руфус — Карол Галай, льотчик-винищувач
- Міхал Гучик — Мартін Габріель, льотчик-винищувач
- Ілона Свободова — Олена Пултрова, сержант
- Тетяна Паркіна — Карін, шведка з «Червоного Хреста»
- Лев Поляков — епізод

## Знімальна група
- Режисери — Ігор Бітюков, Отакар Фука
- Сценаристи — Їржі Светозар Купка, Олександр Лапшин, Отакар Фука
- Оператори — Володимир Боганов, Іржи Тарантик
- Композитор — Їржі Шуст
- Художники — Леонід Платов, Мілош Червінка